# Black Out (etichetta discografica)
La Black Out (a volte citata anche come Blackout) è un'etichetta discografica italiana, appartenente alla Polygram Italia SRL e oggi marchio del gruppo Universal.

## Storia
La Black Out Records nacque su iniziativa dell'ex membro dei Four By Art Giuseppe Galimberti come marchio interno alla Polygram Italia SRL nel maggio 1992. L'idea di Galimberti era quella di fare un'etichetta indipendente nella gestione e nelle scelte, che grazie alla proprietà di una major, potesse però usufruire di budget tipici delle etichette mainstream.
Tra le pubblicazioni del loro primo anno di attività vi furono alcuni dischi importanti ed influenti della musica underground italiana per gli anni successivi: Immigrato della band Comitato legata al movimento delle Posse italiane, l'album Dainamaita, che sancì il ritorno dei Casino Royale in salsa dub, Il rumore delle idee dei Settore Out e Riportando tutto a casa, primo disco dei Modena City Ramblers seminale per il combat folk degli anni successivi.

## Alcuni artisti della Black Out
- Africa Unite
- Caesar Palace
- Casino Royale
- Cesare Basile
- Comitato
- Consorzio Suonatori Indipendenti
- DJ Gruff
- Cristina Donà
- Giovanni Lindo Ferretti
- Iosonouncane
- Luciferme
- Madaski
- Gianni Maroccolo
- Ministri
- Modena City Ramblers
- Neffa
- Negrita
- Ottavo Padiglione
- Ritmo Tribale
- Settore Out
- The Niro
- Verdena